# Колине (департамент)
Колин (на френски: Collines) е департамент в централен Бенин. Граничи с Того на запад и Нигерия на изток. Столицата е град Савалу. Колин е разделен на 6 общини. Площта му е 13 931 квадратни километра, а населението – 717 477 души (по преброяване през май 2013 г.).